# Martin Kopecký
Martin Kopecký (5. března 1777 Vysoké Mýto – 1. června 1854) byl v období let 1821–1826 purkmistrem královského města Loket a v letech 1828–1850 purkmistrem města Plzně, za jehož působení byly odstraněny plzeňské hradby.

## Život

### V Plzni

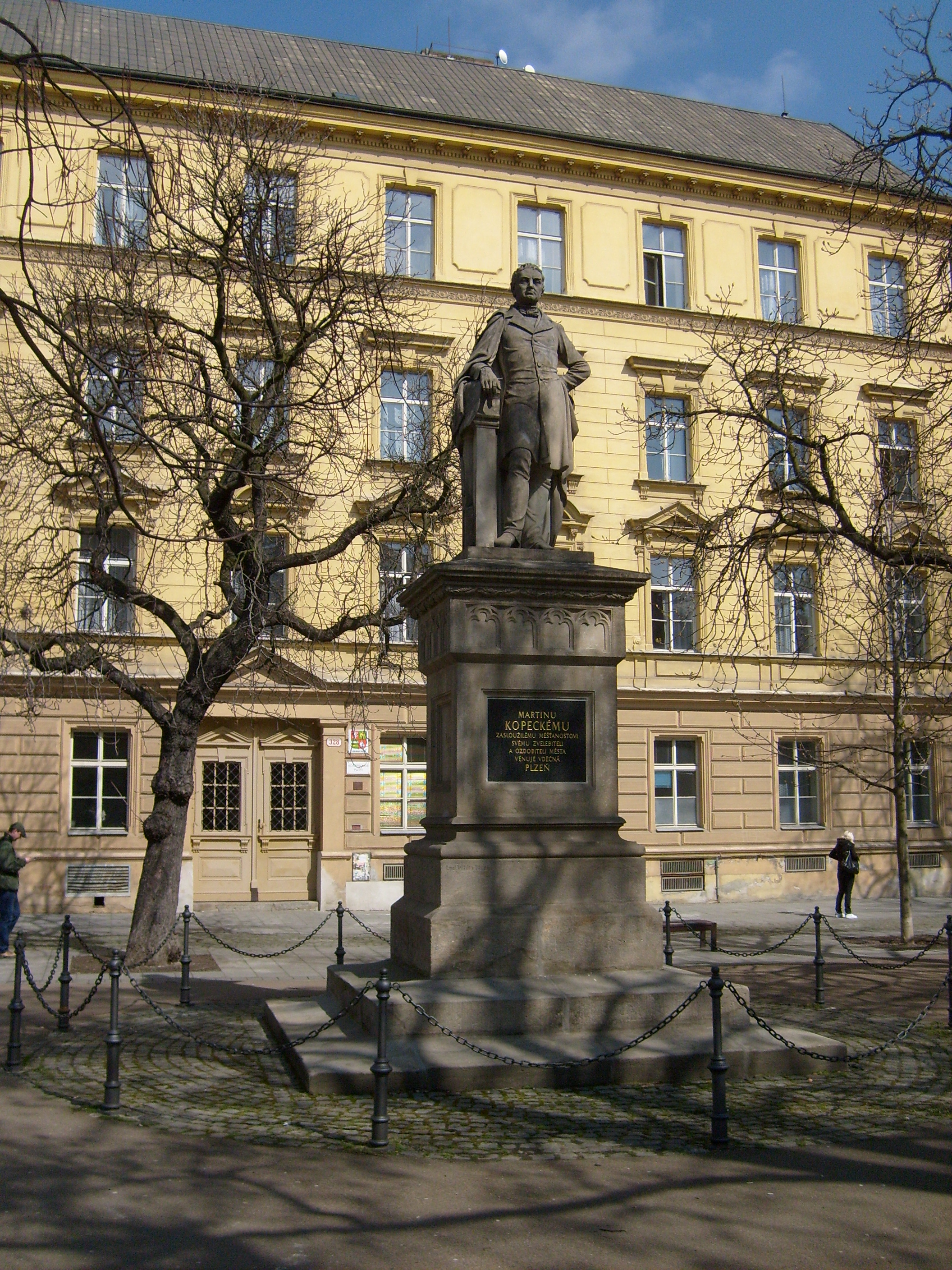
Pomník Martina Kopeckého v Kopeckého sadech v Plzni

Mezi nejvýznamnější počiny Martina Kopeckého patří odstranění středověkých hradeb kolem historického centra Plzně, na jejichž místě pak byly založeny okružní sady. Jedna z jejich částí dnes nese jméno Kopeckého sady po svém zakladateli. Jeho dalším významným dílem bylo postavení čtyř kašen na rozích dnešního náměstí Republiky ve 30. letech 19. století, tyto kašny byly napojeny na vodárenskou věž v Pražské ulici a zásobovaly střed města pitnou vodou. Martin Kopecký se rovněž zasloužil o přivedení vody z pramenů na Roudné do kašny před dnes již neexistující dominikánský klášter v Dominikánské ulici (na jeho místě je budova krajského soudu).
Kopecký doufal v možnost využití plzeňských pramenů pro lázeňství a založil akciovou společnost pro zřízení lázní. Dnes lze najít na okraji městské části Lochotín přírodní památku Kopeckého pramen, jenž byl podchycen roku 1833 právě z podnětu purkmistra. Pomník s bustou připomínající působení purkmistra se nachází v Lochotínském parku před bývalým lázeňským pavilonem nebo přímo v centru města v Kopeckého sadech.

### Úmrtí
Zemřel 1. června 1854 v Plzni, pohřben byl o dva dny později na hřbitově U sv. Mikuláše.

### Rodinný život
Manželkou Martina Kopeckého byla Josefa rozená šlechtična z Weyhrother. Zemřela ve věku 75 let na souchotiny dne 1. srpna 1868 v Plzni (č. domu 205 Říšské předměstí). Pohřbena byla dne 4. srpna 1868 v Plzni také na hřbitově U sv. Mikuláše.